# Premio Camões
El Premio Camões, instituido en 1989  por los gobiernos de Brasil y de Portugal, es el principal premio literario destinado a los autores que, por el conjunto de su obra, hayan aportado al enriquecimiento del patrimonio literario y cultural de la lengua portuguesa. La entrega del premio se alterna anualmente entre Brasil y Portugal. 

## Galardonados
| Año  | Autor                                                           | Nacionalidad |
| ---- | --------------------------------------------------------------- | ------------ |
| 1989 | Miguel Torga                                                    | Portugal     |
| 1990 | João Cabral de Melo Neto                                        | Brasil       |
| 1991 | José Craveirinha                                                | Mozambique   |
| 1992 | Vergílio Ferreira                                               | Portugal     |
| 1993 | Rachel de Queiroz                                               | Brasil       |
| 1994 | Jorge Amado                                                     | Brasil       |
| 1995 | José Saramago                                                   | Portugal     |
| 1996 | Eduardo Lourenço                                                | Portugal     |
| 1997 | Pepetela, Artur Carlos Maurício Pestana dos Santos              | Angola       |
| 1998 | António Cândido                                                 | Brasil       |
| 1999 | Sophia de Mello Breyner                                         | Portugal     |
| 2000 | Autran Dourado                                                  | Brasil       |
| 2001 | Eugénio de Andrade                                              | Portugal     |
| 2002 | Maria Velho da Costa                                            | Portugal     |
| 2003 | Rubem Fonseca                                                   | Brasil       |
| 2004 | Agustina Bessa-Luís                                             | Portugal     |
| 2005 | Lygia Fagundes Telles                                           | Brasil       |
| 2006 | José Luandino Vieira (rechazó el premio por motivos personales) | Angola       |
| 2007 | António Lobo Antunes                                            | Portugal     |
| 2008 | João Ubaldo Ribeiro                                             | Brasil       |
| 2009 | Arménio Vieira                                                  | Cabo Verde   |
| 2010 | Ferreira Gullar                                                 | Brasil       |
| 2011 | Manuel António Pina                                             | Portugal     |
| 2012 | Dalton Trevisan                                                 | Brasil       |
| 2013 | Mia Couto                                                       | Mozambique   |
| 2014 | Alberto Costa e Silva                                           | Brasil       |
| 2015 | Hélia Correia                                                   | Portugal     |
| 2016 | Raduan Nassar                                                   | Brasil       |
| 2017 | Manuel Alegre                                                   | Portugal[1]  |
| 2018 | Germano Almeida                                                 | Cabo Verde   |
| 2019 | Chico Buarque                                                   | Brasil       |
| 2020 | Vítor Aguiar e Silva                                            | Portugal     |
| 2021 | Paulina Chiziane                                                | Mozambique   |
| 2022 | Silviano Santiago                                               | Brasil       |
| 2023 | João Barrento                                                   | Portugal     |
| 2024 | Adélia Prado                                                    | Brasil       |

## Países
| Portugal   | 15 |
| Brasil     | 15 |
| Mozambique | 3  |
| Angola     | 2  |
| Cabo Verde | 2  |
| Total      | 37 |